# Paul Vincent Audren de Kerdrel
Paul Marie Eugène Audren de Kerdrel est un homme politique français, né le 15 novembre 1809 à Morlaix (Finistère) et mort le 31 janvier 1889 à Saint-Gravé (Morbihan).

## Biographie

### Vie familiale
Paul Marie Eugène Audren de Kerdrel est le fils de Jean Anne Casimir Marie Audren de Kerdrel (1781-1813) et de Zoé Renée Perrine Calloët de Lanidy (1784-1810).
Marié avec Pauline de La Boëssière, il est le père de Roger Audren de Kerdrel.

### Carrière politique
Devenu propriétaire terrien à Saint-Gravé (Morbihan) par son mariage, il fut conseiller général du canton de Rochefort-en-Terre (Morbihan), et député du Morbihan de 1849 à 1851, en remplacement de Louis Crespel de Latouche, décédé peu après son élection. Il siégea à droite, avec les monarchistes.

### Sources et bibliographie
- Les Noms qui ont fait l'histoire de Bretagne, Coop Breizh et Institut culturel de Bretagne, 1997, p. 36
- « Paul Vincent Audren de Kerdrel », dans Adolphe Robert et Gaston Cougny, Dictionnaire des parlementaires français, Edgar Bourloton, 1889-1891 [détail de l’édition]